# Django, eine Pistole für hundert Kreuze
Django, eine Pistole für hundert Kreuze (Originaltitel: Una pistola per cento croci) ist ein preisgünstig produzierter Italowestern aus dem Jahr 1971. Regie führte Carlo Croccolo. Im deutschen Sprachraum wurde der Film erstmals im Februar 1986 im Privatfernsehen gezeigt.

## Handlung
Der ehemalige Südstaatensoldat Santana möchte seine Kollegen, unter ihnen Jimmy Dublin, rächen, die durch den Verrat ihres kommandierenden Offiziers, Frank Dawson, sterben mussten. Deshalb überführt Santana die Leiche Dublins nach Springfield, wo dessen Schwester Jessica lebt. Auch der Vater der Geschwister wurde von Unbekannten ermordet, stellt sich bald heraus; dann erkennt Santana in Jessicas Verlobtem, Louis, seinen ehemaligen Vorgesetzten Dawson. Inzwischen befiehlt er über eine Gruppe von Gesetzlosen unter Führung einer peitschenschwingenden Frau.
Louis/Dawson möchte Jessica nur wegen deren Ranch heiraten, da sich auf ihrem Grund eine Goldmine befindet. Mit der Hilfe des farbigen Bediensteten Thomas gelingt es Santana, gegen die Bande vorzugehen, wobei Thomas und die Banditin den Tod finden. In einem finalen Zweikampf kann er Louis töten und seine Rache vollziehen.

## Kritik
Der Film erntete nahezu ausschließlich Verrisse: „Schwach“ (Lexikon des internationalen Films), „verheddert sich in endlosen Dialogpassagen“ (Christian Keßler), „für den übersättigten Markt schlicht überflüssig“ (Corriere della Sera) lauteten die Urteile.

## Bemerkungen
In Italien wurde der Film durch die Firma Virginia nur regional vertrieben.